# Tomás da Fonseca

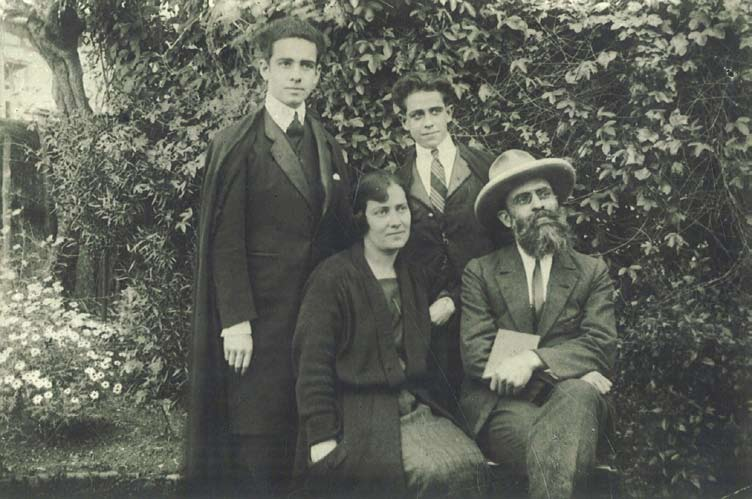
José Tomás da Fonseca, Clotilde Madeira Branquinho da Fonseca, António José Branquinho da Fonseca und Tomás Branquinho da Fonseca, circa 1923

José Tomás da Fonseca (* 10. März 1877 in Laceiros, Gemeinde Pala, Kreis Mortágua, Portugal; † 12. Februar 1968 in Lissabon) war ein liberaler portugiesischer Politiker und Schriftsteller, der schweren Verfolgungen ausgesetzt war. Er war der Vater von Branquinho da Fonseca.

## Leben
Fonseca wurde im Kreis Mortagua geboren. Als Student schrieb er sich zunächst für Theologie an der Universität Coimbra ein, wo er jedoch das Studium ohne Abschluss verließ. Er ging in die Politik, wurde zunächst Abgeordneter des provisorischen Parlaments 1910 und dann ordentlicher Abgeordneter und blieb in dieser Funktion bis 1916 als Mitglied der Partida Democratica, auch war er zwischen 1910 und 1911 unter Präsident Teófilo Braga kurzzeitig Ministerpräsident, 1916 wurde er Gouverneur des Distriktes Viseu. Er war ein entschiedener Verfechter der Ersten Portugiesischen Republik und ein Kämpfer für Freiheit und Demokratie, was ihn 1918 erstmals in Opposition zur Diktatur von Sidónio Pais brachte und ihm zwei Monate Gefängnis einbrachte. Später, 1928, wurde er auch als Mitglied der „Movimento Nacional Democratica“ erneut ins Gefängnis geworfen, da er sich offen gegen die Militärdiktatur und die Herrschaft General Carmonas ausgesprochen hatte. Die Diktatur verbot seine Bücher, er wurde zunächst vom Geheimdienst PIDE observiert, später für kurze Zeit im berüchtigten Staatsgefängnis Tarrafal interniert.
Trotz seiner Verfolgungen gelang es ihm, im Bereich der Erziehung und Pädagogik einiges zu erreichen. Er bereiste Frankreich, Belgien und Großbritannien, um sich als Bildungsreformer ein Bild der dortigen Systeme zu machen. Als Professor war er Leiter der Freien Universität von Coimbra und am Conselho de Arte e Arquelogica angestellt.
Der Schriftsteller Fonseca war bekannt für seine religionskritischen Werke, aber auch für seine Erzählungen und Gedichte sowie für die Werke über Kunst, Archäologie und Demokratische Kultur. Auch schrieb er für unzählige Zeitungen und Zeitschriften, so für „Mundo“, „Patria“, „Voz Publica“, „Republica“, „Povo“ und war Chefredakteur von zwei weiteren Zeitungen.
Er starb 1968 und ist in seinem Heimatkreis in Mortagua beigesetzt. Doch selbst während seiner Beisetzung war die PIDE anwesend und observierte viele der Trauergäste. Heute hat ihn seine Heimatgemeinde geehrt, indem sie die städtische Bibliothek nach ihm benannte ebenso eine Straße und eine Büste von ihm hat aufstellen lassen. Er ist der Vater des noch bekannteren Schriftstellers der zweiten Literarischen Moderne in Portugal, Branquinho da Fonseca.

## Werk (Auswahl)
- Aquas Novas; ohne Jahr.
- Filha da Labao (Roman); ohne Jahr.
- Historia da civilicacao, relecion da a historia de Portugal, 1922;
- Fatima (antiklerikales Werk), 1955;
- Bancrotto, Roman, 1962.